# Valle di Cadore
Valle di Cadore là một đô thị ở tỉnh Belluno trong vùng Veneto, có vị trí cách khoảng 110 km về phía bắc của Venice và khoảng 35 km về phía đông bắc của Belluno.
Tại thời điểm ngày 31 tháng 12 năm 2004, đô thị này có dân số 2.092 và diện tích 41,3 km².
Đô thị Valle di Cadore có các frazione (đơn vị cấp dưới) Venas di Cadore.
Valle di Cadore giáp các đô thị: Cibiana di Cadore, Ospitale di Cadore, Perarolo di Cadore, Pieve di Cadore và Vodo di Cadore.

## Thành phố kết nghĩa
- Claro, Ticino, Switzerland